# Bataille de Garris
Sixième Coalition
Batailles
- San Millan-Osma (06/1813)
- Vitoria (06/1813)
- Tolosa (06/1813)
- Saint-Sébastien (1er) (07/1813)
- Pyrénées (07/1813)
- Maya (07/1813)
- Roncevaux (07/1813)
- Sorauren (07/1813)
- Beunza (07/1813)
- Saint-Sébastien (2e) (08/1813)
- San Marcial (08/1813)
- Bidassoa (10/1813)
- Pampelune (10/1813)
- Nivelle (11/1813)
- Nive (12/1813)

- Garris (02/1814)
- Orthez (02/1814)
- Bayonne (02/1814)
- Toulouse (04/1814)

La bataille de Garris est une bataille de la campagne de France qui s'est déroulée le 15 février 1814 à Garris, dans les Pyrénées-Atlantiques. Elle oppose les forces alliées sous le commandement direct du duc de Wellington à une division française sous les ordres du général Jean Isidore Harispe. L'affrontement se solde par une victoire des Alliés, les défenseurs français étant refoulés en désordre vers Saint-Palais. Cette petite victoire, qui constitue l'un des derniers engagements de la guerre d'indépendance espagnole, permet à l'armée de Wellington de sécuriser le passage de la Bidouze.
Lors de la bataille de la Nive du 9 au 13 décembre 1813, les troupes du maréchal Soult échouent à repousser les forces de Wellington de la région de Bayonne. Après la Nive, les conditions météorologiques exécrables contraignent les belligérants à suspendre les opérations pendant deux mois. Les Français mettent ce délai à profit pour confiner les armées alliées dans une zone s'étendant au sud et à l'ouest de la forteresse de Bayonne et de Saint-Jean-Pied-de-Port. Wellington déclenche une offensive vers l'est au mois de février afin de briser l'étau et force l'aile gauche de Soult à reculer. Dans ce contexte, une colonne dirigée par le général britannique Rowland Hill se heurte à la division Harispe à Garris. Douze jours plus tard, Wellington se mesure à Soult lors de la bataille d'Orthez.  

## Contexte
Après la bataille de la Nive près de Bayonne, le  maréchal Jean-de-Dieu Soult de l'armée française quitte définitivement l'Espagne. Soult positionne ses divisions sur une ligne allant de la forteresse de Bayonne à l'ouest de la forteresse de Saint-Jean-Pied-de-Port. Orienté plein sud, trois divisions tiennent la ligne de l'Adour près de Bayonne à Port-de-Lanne. Orienté sud-est, quatre divisions ont défendu la Joyeuse près du village de Hélette.
Wellington commence son offensive le 14 février en envoyant le lieutenant-général Rowland Hill avec 20 000 hommes contre l'aile gauche française. Voyant cette menace, la division Harispe à Hélette abandonne la ligne de la Joyeuse et se retire sur la Bidouze à Saint-Palais. L'unité la plus proche vers le nord-est la division du général Eugène-Casimir Villatte qui, menacée par le lieutenant-général Thomas Picton dirigeant la 3e division britannique, a également fait marche arrière vers la Bidouze.

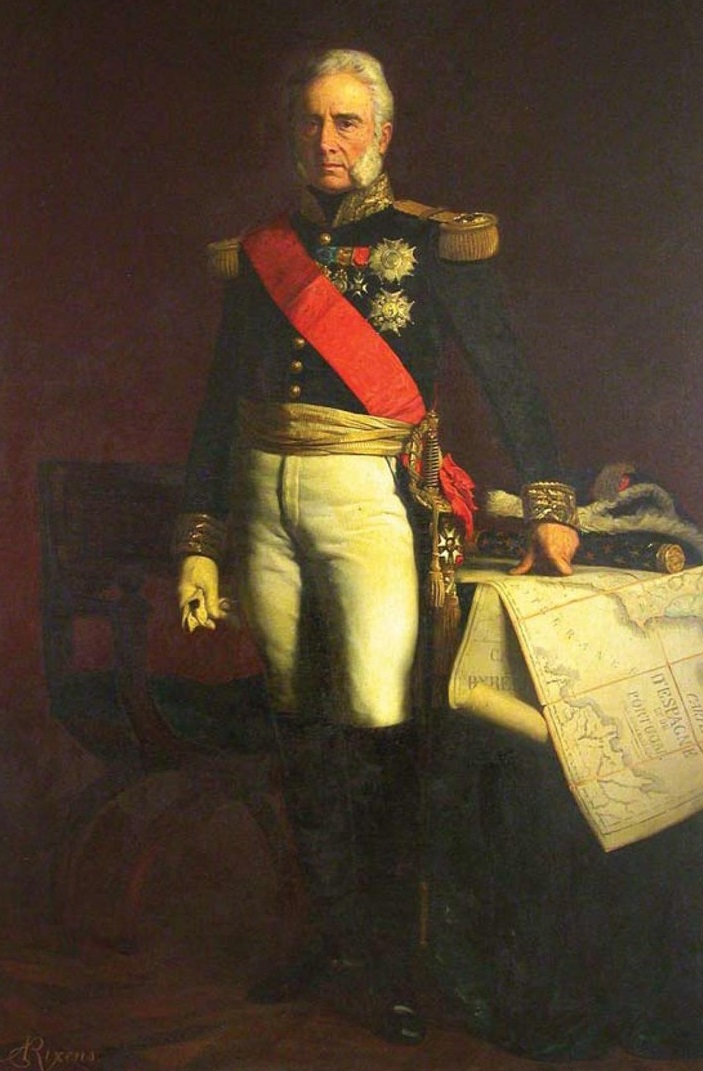
Le général de division Jean Isidore Harispe.
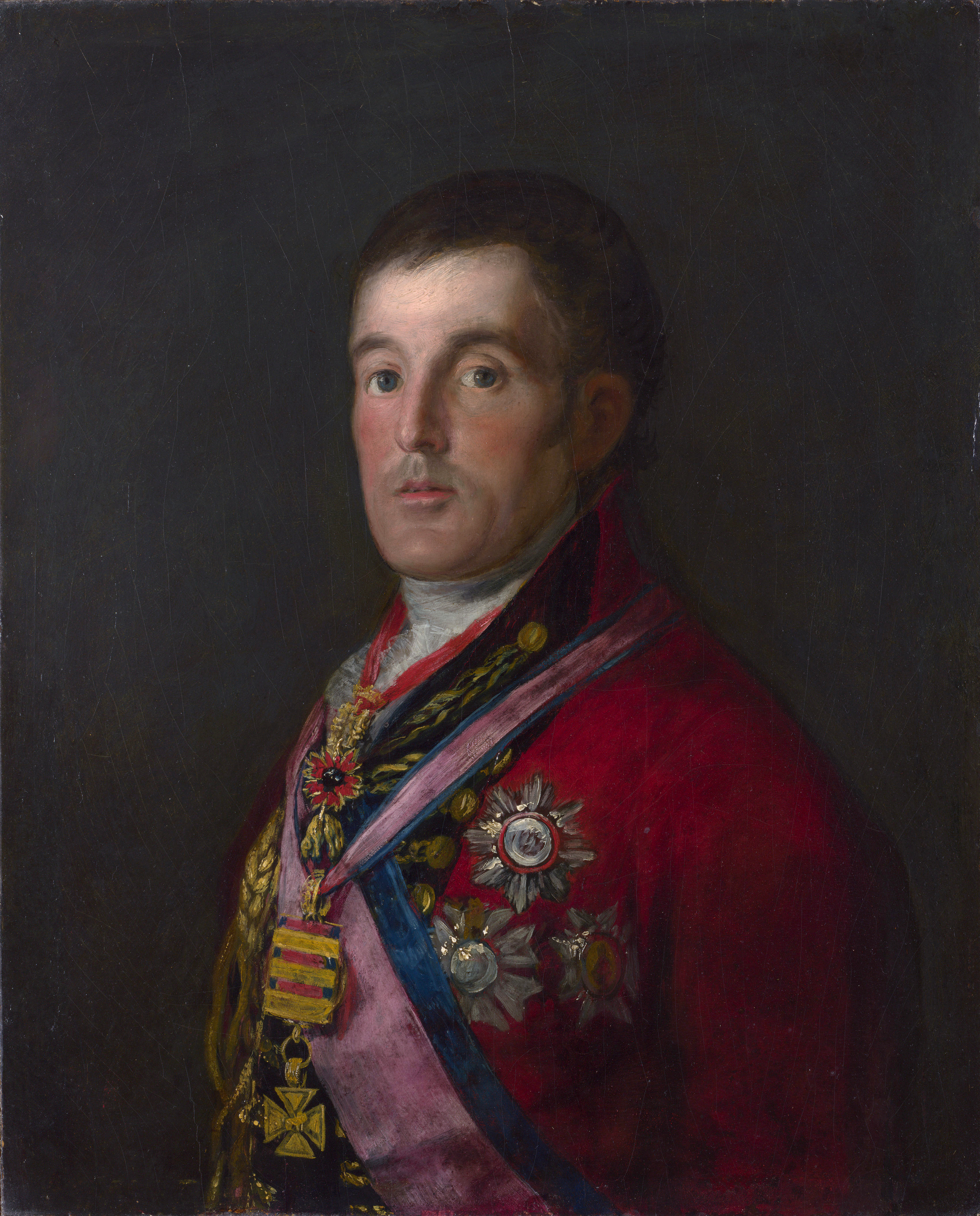
Le duc de Wellington.

## Déroulement de la bataille
Juste à l'ouest de Saint-Palais, Harispe trouve une position défendable à Garris. Il déploie sa division sur une longue crête en attendant l'arrivée des Alliés. La seule voie de sortie est le seul pont sur la Bidouze à Saint-Palais. Tard dans l'après-midi, le major-général William Pringle de la brigade du lieutenant-général William Stewart, lui-même de la 2e division britannique, s'approche de la position des Français, avec qui il échange quelques escarmouches.
Wellington, sur place, envoie des ordres péremptoires pour l'attaque. William Pringle forme deux bataillons en colonne serrée, attaque et a atteint le sommet de la crête. Les défenseurs français ont vaillamment contre-attaqué mais en vain. Pendant ce temps, le major-général Pablo Morillo avec la division espagnole et le major-général Carlos Lecor avec la division portugaise enveloppent les soldats français. Harispe ordonne la retraite. Cette dernière se transforme rapidement en bousculade, en raison de l'arrivée des Portugais près du pont de Saint-Palais. La plupart traversent le pont mais les Alliés capturent 200 hommes sur la rive est. Les Français perdent 300 hommes tués ou blessés et 200 prisonniers. Les Alliés ont perdu 170 hommes, dont 40 Portugais.

## Conséquences
La déroute a démoralisé la division Harispe. Le général français a été incapable de rallier ses soldats à Saint-Palais et ils ont dû se replier vers l'ouest. En conséquence, l'armée alliée franchit la ligne de la Bidouze. Bien que les sapeurs français aient réussi à éviter la démolition du pont, Soult rappelle deux de ses divisions au nord de l'Adour et reforme sa ligne sur le Gave d'Oloron avec six divisions.